# Medal Pamiątkowy na 20 Rocznicę Słowackiego Powstania Narodowego
Medal Pamiątkowy na 20 Rocznicę Słowackiego Powstania Narodowego (czes. Pamětní medaile k 20. výročí Slovenského národního povstání) – czechosłowackie odznaczenie wojskowe.

## Historia
Odznaczenie zostało ustanowione ustawą z dnia 17 czerwca 1964 r. nr 112/1964 Sb. dla nagrodzenia osób zasłużonych w działaniach w trakcie słowackiego powstania narodowego. Miało też podkreślić braterstwo Czechów i Słowaków oraz pogłębić przyjaźń czechosłowacko-radziecką oraz solidarność wszystkich sił walczących z faszyzmem.

## Zasady nadawania
Odznaczenie zgodnie z art. 2 załącznika do ustawy o jego ustanowieniu nadawany był żołnierzom, partyzantom i innym osobą uczestniczącym w działaniach bojowych w trakcie powstania. Nadawany mógł być także innym osobą, które swoim działaniem przyczyniły się do wyrządzenia szkód wojskom okupacyjnym lub udzieliły pomocy walczącym powstańcom. Zgodnie z art. 6 mógł być nadawany także osoba poległym w powstaniu lub zmarłym już po powstaniu, o ile spełniali wcześniejszy warunek otrzymania takiego odznaczenie. 
Zgodnie z art. 3 ustawy, medalem tym można było także wyróżnić jednostki wojskowe, które kontynuują tradycje jednostek walczących w powstaniu, jak również gminą, które w całości znajdowały się na terenach objętych powstaniem i udzielały powstańcom pomocy.
Zgodnie z art. 4 odznaczenie mogło być nadawane cudzoziemcom uczestniczącym w powstaniu, jak również jednostka wojskowym innych państw o ile udzielały pomocy lub uczestniczyły w powstaniu.
Medal nadawany był jednorazowo w roku 1964. Otrzymali go m.in. Polacy ppor. Jan Bezucha i płk Józef Pawłusiewicz.

## Opis odznaki
Odznaka odznaczenia owalny krążek o średnicy 35 mm wykonany z patynowanego brązu.
Na awersie odznaczenia w środku jest rysunek przedstawiający kobietę z pistoletem maszynowym na tle góry, która symbolizuje walczących powstańców. Obok niej daty 1944 i 1964. Na brzegu medalu jest napis w języku czeskim SLOVENSKÉ NÁRODNÉ POVSTANIE (pol. Słowackie powstanie narodowe).
Na rewersie natomiast znajduje się herb Czechosłowacji obowiązujący w tym czasie, a poniżej niego napis ČESKOSLOVENSKÁ SOCIALISTICKÁ REPUBLIKA (pol. Czechosłowacja Republika Socjalistyczna).
Medal zawieszony był wstążce o szerokości 40 mm koloru czerwonego, w środku znajduje się pasek o szerokości 5 mm, składający się pięciu wąskim pasków kolejno: niebieskiego, białego, czerwonego, białego i niebieski.